# Ray Parker Jr.
Ray Erskine Parker, Jr. (Detroit, 1 de maio de 1954), é um guitarrista, compositor, produtor norte-americano. Parker é conhecido por compor e interpretar a música tema do filme Ghostbusters, por seus hits solo, e por se apresentar com sua banda Raydio e com o falecido cantor Barry White .

## Discografia
- Raydio (1978) #27 US
- Rock On (1979) #45 US
- Two Places at the Same Time (1980) #33 US
- A Woman Needs Love (1981) #13 US
- The Other Woman (1982) #11 US
- Woman Out of Control (1983) #45 US
- Ghostbusters (Soundtrack) (1984) #6 US
- Chartbusters (1984) #60 US
- Sex and The Single Man (1985) #65 US
- After Dark (1987) #86 US, #40 UK
- I Love You Like You Are (1991)
- I'm Free (2006)

### Singles
| Ano  | Título                                                             | U.S. Hot 100 | U.S. R&B | U.S. AC | UK Singles Chart | Álbum                                |
| ---- | ------------------------------------------------------------------ | ------------ | -------- | ------- | ---------------- | ------------------------------------ |
| 1978 | "Jack and Jill"                                                    | 8            | 5        | -       | -                | Raydio                               |
| 1979 | "You Can't Change That"                                            | 9            | 3        | -       | -                | You Can't Change That                |
| 1981 | "A Woman Needs Love (Just Like You Do)"                            | 4            | 1        | 11      | -                | A Woman Needs Love                   |
| 1981 | "That Old Song"                                                    | 21           | 26       | 7       | -                | A Woman Needs Love                   |
| 1981 | "It's Your Night"                                                  | -            | 73       | -       | -                | A Woman Needs Love                   |
| 1982 | "The Other Woman"                                                  | 4            | 2        | 33      | -                | The Other Woman                      |
| 1982 | "Let Me Go"                                                        | 38           | 3        | -       | -                | The Other Woman                      |
| 1982 | "It's Our Own Affair"                                              | -            | 44       | -       | -                | The Other Woman                      |
| 1983 | "Bad Boy"                                                          | 35           | 6        | -       | -                | Greatest Hits                        |
| 1983 | "The People Next Door"                                             | -            | 60       | -       | -                | Greatest Hits                        |
| 1983 | "I Still Can't Get Over Loving You"                                | 12           | 12       | 10      | -                | Woman Out Of Control                 |
| 1984 | "Woman Out Of Control"                                             | -            | 71       | -       | -                | Woman Out Of Control                 |
| 1984 | "In The Heat Of The Night"                                         | -            | 64       | -       | -                | Woman Out Of Control                 |
| 1984 | "Ghostbusters"                                                     | 1            | 1        | 9       | 2                | Ghostbusters soundtrack/Chartbusters |
| 1984 | "Jamie"                                                            | 14           | 12       | 6       | -                | Chartbusters                         |
| 1985 | "Girls Are More Fun"                                               | 34           | 21       | -       | 46               | Sex And The Single Man               |
| 1986 | "One Sunny Day"/"Dueling Bikes" (com Helen Terry)                  | 96           | -        | -       | -                | Quicksilver soundtrack               |
| 1987 | "I Don't Think That Man Should Sleep Alone"                        | 68           | 5        | 42      | 13               | After Dark                           |
| 1988 | "Over You" (com Natalie Cole)                                      | -            | 10       | 38      | 65               | After Dark                           |
| 1990 | "All I'm Missing Is You" (Glenn Medeiros featuring Ray Parker Jr.) | 32           | -        | -       | -                | Glenn Medeiros                       |